# CLOVER (電波望遠鏡)
Cloverとは宇宙背景放射の偏波を測定することを目的に計画されていた実験である。2004年末に考案され、2009年、望遠鏡が完成する予定であった。この計画はカーディフ大学とオックスフォード大学とキャベンディッシュ天体物理グループとマンチェスター大学の共同計画である。
Clover計画はチリのアタカマ砂漠、CBIの近くに設置される2台の独立した望遠鏡で構成されるとされていた。1台は95 GHz、他方は150と225 GHzで観測する予定であった。2台の望遠鏡の受信機は大型の視野を持ち、100または200のボロメータを備えるとされた。
{\displaystyle r=0.01}.
2年間の観測で空のうちシンクロトロンや熱放射に由来する偏波の影響が少ない領域を合計1000度角分を観測する予定であった。
要求された255万ポンドの資金を英国のSTFC(科学技術施設研究会議)が提供できなかったため、計画は2009年3月にキャンセルされた。

## 詳細

### 文献
- Taylor, A.; et al. (2004). “CLOVER - A new instrument for measuring the B-mode polarization of the CMB”. Proceedings of XXXIXth Recontres de Moriond, Editions Frontiers. arXiv:astro-ph/0407148.
- Audley, M.; et al. (2006). “Prototype finline-coupled TES bolometers for CLOVER”. To appear in the Proceedings of the 17th International Symposium on Space Terahertz Technology, Paris, May 10-12, 2006. arXiv:astro-ph/0608285.
- Audley, M.; et al. (May 24-31, 2006). “TES imaging array technology for CLOVER”. SPIE Orlando. arXiv:astro-ph/0607067.
- Taylor, A.; Clover collaboration (2006). “CLOVER - A B-mode polarization instrument”. New Astronomy Reviews 50:  993–998. arXiv:astro-ph/0610716.
- North, C.; et al. (2007). “Clover - Measuring the CMB B-mode Polarisation”. to appear in Proceedings of the 18th International Symposium on Space Terahertz Technology, Caltech, March 21-23, 2007.